# Уеркал де Алмерия
Уеркал де Алмерия (на испански: Huércal de Almería) е населено място и община в Испания. Намира се в провинция Алмерия, в състава на автономната област Андалусия. Общината влиза в състава на района (комарка) Голяма Алмерия. Заема площ от 21 km². Населението му е 15 628 души (по данни от 2010 г.). Разстоянието до административния център на провинцията е 5 km.

## Демография
| 1996 | 1998 | 2000 | 2001 | 2002 | 2003 | 2004   | 2005   | 2006   | 2007   |
| ---- | ---- | ---- | ---- | ---- | ---- | ------ | ------ | ------ | ------ |
| 5366 | 5951 | 6766 | 7568 | 8283 | 9298 | 10 242 | 11 128 | 11 816 | 12 757 |